# Victor Cherbuliez
Pour les articles homonymes, voir Cherbuliez.
Victor Cherbuliez, né le 19 juillet 1829 à Genève et mort le 1er juillet 1899 à Combs-la-Ville, est un romancier, dramaturge, essayiste et critique littéraire français d’origine suisse.

## Biographie
La famille Cherbuliez est originaire de Novalles, où sa présence est attestée dans le premier tiers du XVIe siècle, et s'est établie à la fin du XVIIe siècle à Genève. Victor avait pour père le savant hébraïsant, helléniste et latiniste André Cherbuliez (1795–1874), qui professait les littératures anciennes à l’Académie de Genève et n’a presque rien publié, mais qui avait voulu que son fils fût une œuvre de choix, de dilection et de perfection.
Ayant achevé à Paris ses études entamées à Genève, Cherbuliez les a complétées par des cours de philosophie dans les universités de Bonn et de Berlin. À son retour à Genève, il s’est fait connaitre par une trentaine de romans, aujourd'hui tombés dans l’oubli, auquel le public de l’époque a fait très bon accueil. Il est sinon l’inventeur du roman psychologique, du moins un des écrivains qui ont le plus contribué à le mettre à la mode.
En 1880, voulant se présenter à l’Académie française, il s’est souvenu d'une vieille loi de la Révolution de 1790, dite de « grande naturalisation », accordant la nationalité de plein droit aux descendants des protestants réfugiés à la suite de l'édit de Nantes,. Ainsi, redevenu français, et définitivement installé à Paris, il est allé frapper à la porte de l’Institut. Deux fauteuils étaient précisément vacants : celui de Littré et celui de Jules Dufaure. S’étant présenté aux deux, il a échoué pour le premier devant Pasteur, mais il a obtenu le second au sixième tour, le 18 décembre 1881, et reçu le 25 mai 1882.
Admirablement informé, prodigieusement au courant des langues et des choses de l’étranger, il a donné, sous le pseudonyme de « G. Valbert », nombre d’articles très appréciés des lecteurs de la Revue des deux Mondes, de critique littéraire, de chroniques politiques et d’études étrangères consacrées surtout à l’Allemagne qu’il connaissait si bien. Il a, à cet égard, connaissant Strindberg, Hauptmann, Ibsen, Wagner, été un précurseur et éveillé beaucoup d’idées chez ses contemporains, qu’il a initiés aux littératures étrangères. Ces articles cursifs mélangeant érudition et humour, sur un ton de causerie savante à la fois et charmante, donnaient un prix tout particulier aux essais de cet humoriste et moraliste très averti.

Il possédait, selon son compatriote Amiel, un certain talent oratoire : 

« Je sors de la leçon d'ouverture de Victor Cherbuliez, abasourdi d'admiration. Je me suis convaincu en même temps de mon incapacité radicale à jamais rien faire de semblable, pour l'habileté, la grâce, la netteté, la fécondité, la mesure, la solidité et la finesse. Si c'est une lecture, c'est exquis ; si c'est une récitation, c'est admirable ; si c'est une improvisation, c'est prodigieux, étourdissant, écrasant pour nous autres. »

Très lié avec George Sand et François Buloz, c’était un proche de l'historien belge Victor Tahon, à qui il envoie le 21 mai 1883 sa photo prise par Eugène Pirou, en remerciement d'un long séjour à Couillet. Le 21 novembre de cette année, il lui remet à Paris un livre signé de son pseudonyme et portant comme dédicace « à Monsieur Victor Tahon, souvenir affectueux de l’auteur, V. Cherbuliez ».
Il habitait à Paris au 17 rue Gay-Lussac en 1883 et au 12 rue de Tournon de 1892 à sa mort,. Tombé mort, sans une parole, comme foudroyé, dans sa propriété de Seine-et-Marne, il a été inhumé au cimetière du Montparnasse à Paris.

## Œuvres

### Romans
- Le Comte Kostia, 1863[16].
- Paule Méré, 1864.
- Le Prince Vitale, 1864.
- L'Aventure de Ladislas Bolski, 1865.
- Le Roman d'une honnête femme, 1865.
- Prosper Randoce, 1867.
- Miss Rovel, 1875.
- Le Fiancé de Mlle Saint-Maur, 1876.
- Le Grand Œuvre, 1876.
- Samuel Brohl et Cie, 1877.
- L'Idée de Jean Têterol, 1878.
- Meta Holdenis, 1873.
- Amours fragiles, 1880.Contient : Le Roi Apépi. Les Inconséquences de M. Drommel. Le Bel Edwards.
- Noirs et Rouges, 1881.
- La Revanche de Joseph Noirel, 1882.
- La Ferme du Choquard, 1883.
- Olivier Maugant, 1885.
- La Bête, 1887.
- La Vocation du comte Ghislain, 1888.
- Une gageure, 1890.
- Le Secret du précepteur, 1893.
- Caroline de Günderode et le romantisme allemand, 1895 sous le pseudonyme de G. Valbert.
- Après fortune faite, 1896.
- Jacquine Vanesse, 1898.

### Ouvrages littéraires et politiques
- À propos d'un cheval, causeries athéniennes, 1860.
- L'Allemagne politique depuis la paix de Prague (1866-1870), 1870.
- Études de littérature et d'art : études sur l'Allemagne : lettres sur le salon de 1872, 1873.
- L'Espagne politique, 1868-1873, 1874.
- Hommes et Choses d'Allemagne, croquis politiques, 1877 sous le pseudonyme de G. Valbert.
- Hommes et Choses du temps présent, 1883 sous le pseudonyme de G. Valbert.
- Profils étrangers : Hegel et sa correspondance, le prince de Bismarck et M. Moritz Busch, 1889.
- L'Idéal romanesque en France, de 1610 à 1816, 1911.

### Adaptations théâtrales
- Les Aventures de Ladislas Bolski, drame en 5 actes, Paris, Vaudeville, 20 janvier 1879.
- Samuel Brohl et Cie, comédie en 5 actes et 1 prologue, avec Henri Meilhac, Paris, Odéon-Théâtre de l'Europe, 31 janvier 1879.

### Mise en musique
- Augusta Coupey (compositrice) et Victor Cherbuliez (parolier), Il était là : poème tiré de L'Aventure du Ladislas Bolski, Paris, Émile Chatot, 1883 (lire en ligne).

### Œuvres en ligne
- Œuvres sur Gallica.
- Œuvres sur HathiTrust.
- Œuvres de Victor Cherbuliez sur le projet Gutenberg.